# František Šamalík
František Šamalík (28. prosince 1923 Kuničky – 24. dubna 2008) byl český a československý ústavní právník a politolog, v 50. a 60. letech člen KSČ, za normalizace signatář Charty 77, po sametové revoluci politik a poslanec Sněmovny národů Federálního shromáždění za Občanské fórum a klub Obroda, pak za Klub poslanců sociálně demokratické orientace, od 90. let člen ČSSD.

## Biografie
V 50. letech 20. století byl politickým pracovníkem Krajského výboru KSČ v Olomouci. Patřil tehdy k přesvědčeným komunistům, kritizoval sociáldemokratismus a podporoval kolektivizaci zemědělství. Působil jako ústavní právník, politolog, historik a sociolog. Byl docentem na Katedře obecné teorie státu a práva na Právnické fakultě Univerzity Karlovy v Praze. Publikoval práce z oboru sociologie práva a politologie.
V roce 1968 patřil k reformnímu křídlu KSČ. V letech 1968–1969 se podílel na vydávání teoretického týdeníku ÚV KSČ nazvaného Politika. Po invazi vojsk Varšavské smlouvy do Československa a nástupu normalizace ho Ústřední výbor Komunistické strany Československa zařadil na seznam „představitelů a exponentů pravice“. V té době je uváděn jako vědecký pracovník v oblasti sociologie. Za normalizace patřil k prvním signatářům Charty 77. V 80. letech 20. století zasedal v redakční radě samizdatových Lidových novin.
Ve volbách roku 1990 kandidoval do české části Sněmovny národů (volební obvod Jihomoravský kraj) za OF, respektive za klub Obroda. Po rozkladu Občanského fóra v roce 1991 přešel do poslanecké frakce Klubu poslanců sociálně demokratické orientace. Ve Federálním shromáždění setrval do voleb roku 1992.
Pak byl členem ČSSD. V roce 1999 prohlásil, že „komunisté budou doopravdy reformovaní teprve tehdy, až pro ně listopad bude i jejich vítězstvím“. V roce 2005 přispěl do sborníku ČSSD a patřil mezi autority, které se zabývaly formulací dlouhodobého programu sociální demokracie.